# Liste des palmiers rustiques
Les palmiers rustiques sont des espèces de palmiers (Arecaceae) qui sont capables de résister à de courtes périodes de températures plus froides et des chutes de neige occasionnelles. Quelques palmiers sont originaires d'altitudes plus élevées d'Asie du Sud, et quelques-uns peuvent tolérer des gels durs avec peu ou pas de dégâts. Beaucoup de ces espèces "rustiques" peuvent être cultivées dans des climats tempérés chauds. 
Les espèces les plus robustes se trouvent dans les genres Rhapidophyllum, Sabal et Trachycarpus. Les membres de ces  genres sont parfois cultivées dans des zones où ils ne sont pas vraiment rustiques, leur hivernage se fait à l'aide de divers types de protection artificielle. 
La température minimale supportée peut supporter dépend d'une variété de facteurs, tels que l'humidité, l'âge et la taille du palmier, des températures élevées pendant la journée, ou la durée pendant laquelle la température est au minimum. Une température  de -5 °C pendant plusieurs jours fera beaucoup plus de dégâts à un palmier qu'une  température de -8 °C pendant une heure ou deux.
Feuille de palmier

## Palmiers palmés

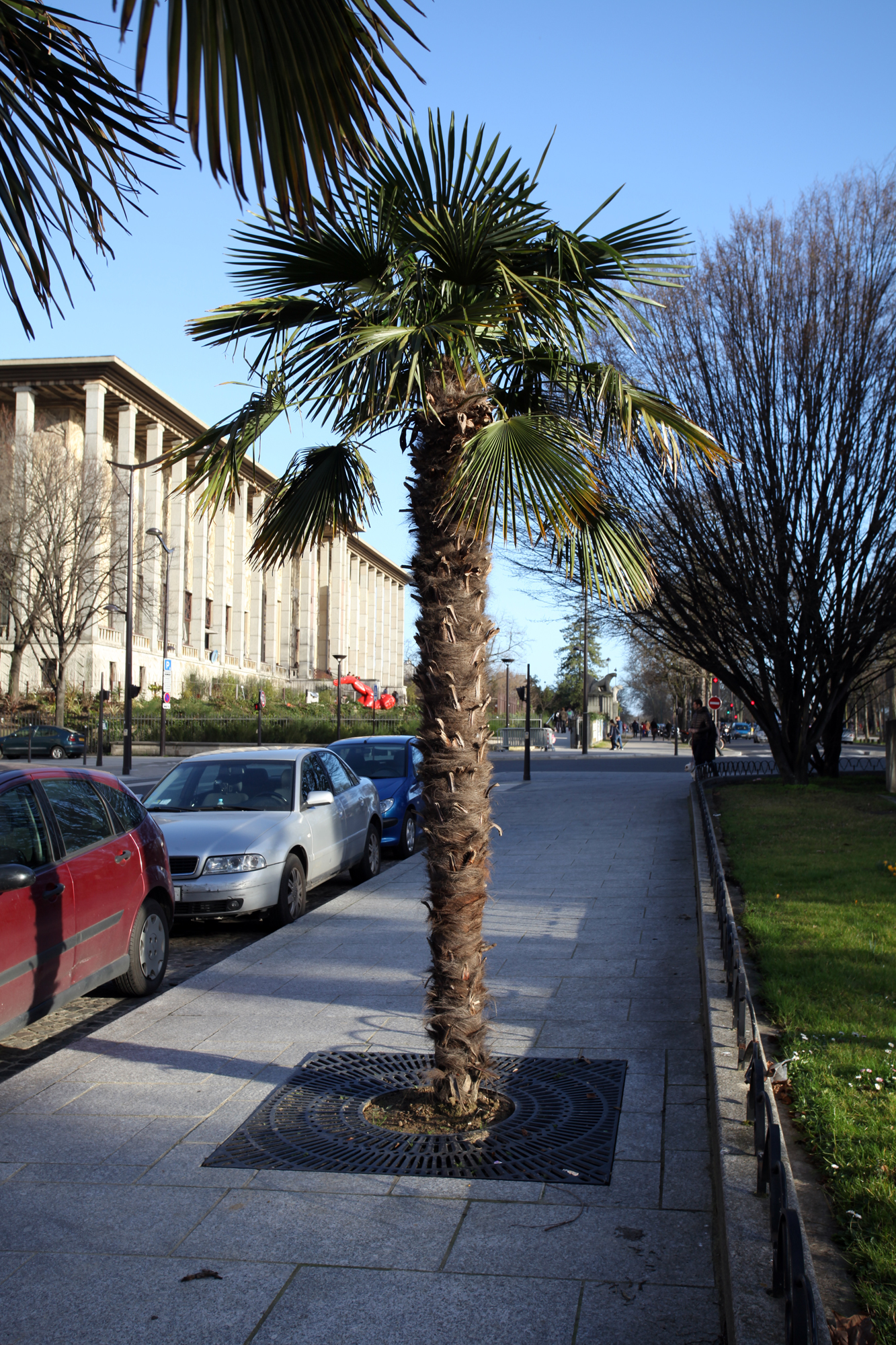
Un palmier de Chine cultivé à Paris.

Les palmiers palmés (Arecaceae tribu Corypheae ; les palmiers avec des feuilles en forme d'éventail) comprennent les palmiers les plus résistants. 
- Palmier de Chine (Trachycarpus fortunei, Trachycarpus takil) - les plus connus des palmiers rustiques, ces espèces sont originaires de Chine orientale et des montagnes de l'Himalaya. Résistant à environ -18 °C. Bien que ne se développe pas si loin au nord (à environ 31° N) comme le palmier aiguille, ils ne poussent à haute altitude où les températures sont fraîches. Il est également tolérant de faibles températures d'été. Des Trachycarpus matures ont été cultivés avec succès vers le nord jusqu'à 58° N dans le nord de l'Écosse. Spécimens matures peuvent également être trouvés dans la plupart des parties de l'Irlande, l'Angleterre, Vancouver, Île de Vancouver, Canada, Asie de l'Est (Japon, Chine, Corée du Sud), et dans certaines parties de l'Australie et la Nouvelle-Zélande [citation nécessaire]. Aux États-Unis Trachycarpus est cultivé au nord jusqu'à Seattle sur la côte du Pacifique et Long Island / côtière du New Jersey sur la côte Atlantique.
- Palmier nain (Chamaerops humilis) - Le seul palmier originaire de l'Europe du Sud et très résistant à la sécheresse. Il résiste jusqu'à -12 °C, mais il préfère des étés chauds. Malgré le fait que ce palmier est moins rustique que beaucoup de palmiers énumérés ici, il a l'habitat naturel le plus au nord en raison de la douceur du climat méditerranéen. Il se trouve en abondance dans la plupart de l'Europe du sud-ouest et nord-ouest de l'Afrique. C'est une plante à croissance très lente. La variété bleu issue de l'espèce indigène des montagnes de l'Atlas, a été récemment introduit dans le commerce et les premiers rapports indiquent qu'il est plus résistant de 5 °C ou plus que la forme verte.
- Palmier aiguille (Rhapidophyllum hystrix) - Ce palmier à stipe très court est originaire du sud-est des États-Unis, du centre de la Floride à la Géorgie, le Mississippi, la Caroline du Sud et de l'Alabama aux États-Unis. Pendant l'hiver, il peut tolérer des températures aussi basses que -23 °C pendant de courtes périodes. Il a une croissance très lente et atteint rarement une hauteur de plus de 1 m. Certains spécimens documentés vivent dans le Comté de White, dans le Tennessee, depuis le début des années 1960, ainsi que dans Arboretum national des États-Unis dans la section Asie Valley, à Washington DC, qui atteignent 3 m de hauteur.
- Palmier de Mazari (Nannorrhops ritchiana) - Ce palmier, originaire des régions montagneuses et arides du nord du Pakistan, de l'Afghanistan et les régions environnantes, est extrêmement rustique (environ -20 °C), mais nécessitant des étés chauds et un sol sec. Toutefois, en raison de sa disponibilité limitée, le palmier n'est que peu documenté. Il n'est pas facile à cultiver, un drainage parfait et le plein soleil sont requis pour ce palmier se développe. Ce palmier ne tolère pas les gels humides.